# Moto Guzzi

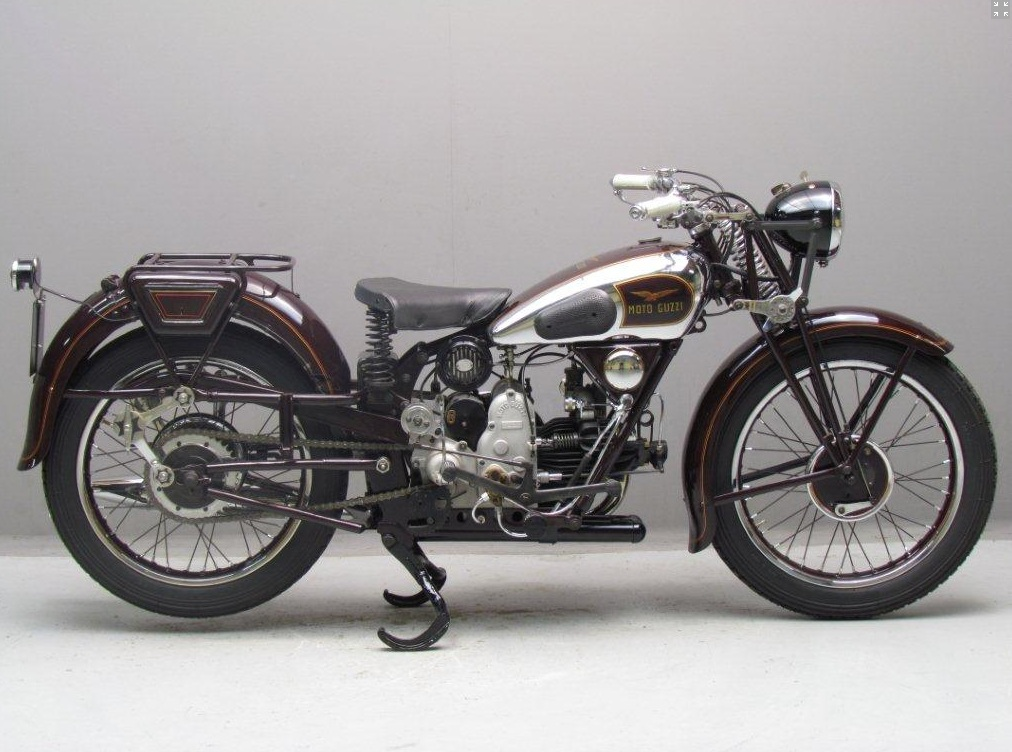
Moto Guzzi GTS 500 z roku 1938

Moto Guzzi je italský výrobce motocyklů. Firmu založili v roce 1921 Carlo Guzzi a Giorgio Parodi ve městě Mandello del Lario. První motocykly zkonstruovali již v roce 1918, ty však ale ještě nenesly tento název. První motocykl pod touto značkou dostal označení Normale. V roce 1956 postavili osmiválcový motocykl.
V roce 2004 byla Moto Guzzi převzata koncernem Aprilia a následně pohlcena skupinou Piaggio.